# GNU Simpler Free Documentation License
La GNU Simpler Free Documentation License (GSFDL) è una versione in fase di elaborazione della GNU Free Documentation License (GFDL) che non contiene requisiti di mantenimento di "Testi Copertina" e "Sezioni Non Modificabili". È pensata per fornire una modalità di licenza più semplice agli autori che non desiderano utilizzare queste caratteristiche specifiche della GFDL.
La GSFDL è una licenza copyleft per contenuto libero, progettata dalla Free Software Foundation (FSF) per il progetto GNU. Attualmente (ottobre 2007) la licenza è solamente una bozza, sostanzialmente identica alla versione 2 della bozza di revisione della GNU Free Documentation License: esclude le sole disposizioni relative a "Testi Copertina" e "Sezioni Non Modificabili"; e include invece una nuova sezione 0a (zero a) intitolata "Free Manuals are Essential" che contiene una sorta di dichiarazione di intenti.
La GFDLv2 consente in modo esplicito il cross licensing, ovvero l'interscambio di licenza, con la GSFDL per qualsiasi opera che non utilizzi nessuna delle caratteristiche non supportate dalla GSFDL.
La licenza è stata progettata per manuali, libri di testo, altre tipologie di manuali di istruzioni e guide di riferimento, e altre documentazioni che spesso vengono pubblicate insieme a software GPL. In ogni caso, può essere utilizzata per qualsiasi opera, indipendentemente dal tipo di soggetto trattato o dal media di supporto (anche se è sconsigliata per l'utilizzo nel software).